# بالتازار (مجموعه‌داستان)
بالتازار (به فرانسوی: Balthazar) نام یک رمان کوتاه و همچنین مجموعه‌داستان به قلم آناتول فرانس، نویسندهٔ اهل فرانسه است که سال ۱۸۸۹ منتشر شد.